# Visp (huyện)
Huyện Visp (tiếng Pháp: District du Visp, tiếng Đức: Bezirk Visp) là một huyện hành chính của Thụy Sĩ. Huyện này thuộc bang Bang Valais. Huyện Visp có diện tích 835 km², dân số theo thống kê của cục thống kê Thụy Sĩ năm 1999 là 27322 người. Trung tâm của huyện đóng ở Visp. Mã của huyện là 2313.